# Vrije Universiteit

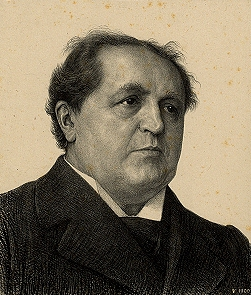
Abraham Kuyper, fondatore della Vrije Universiteit

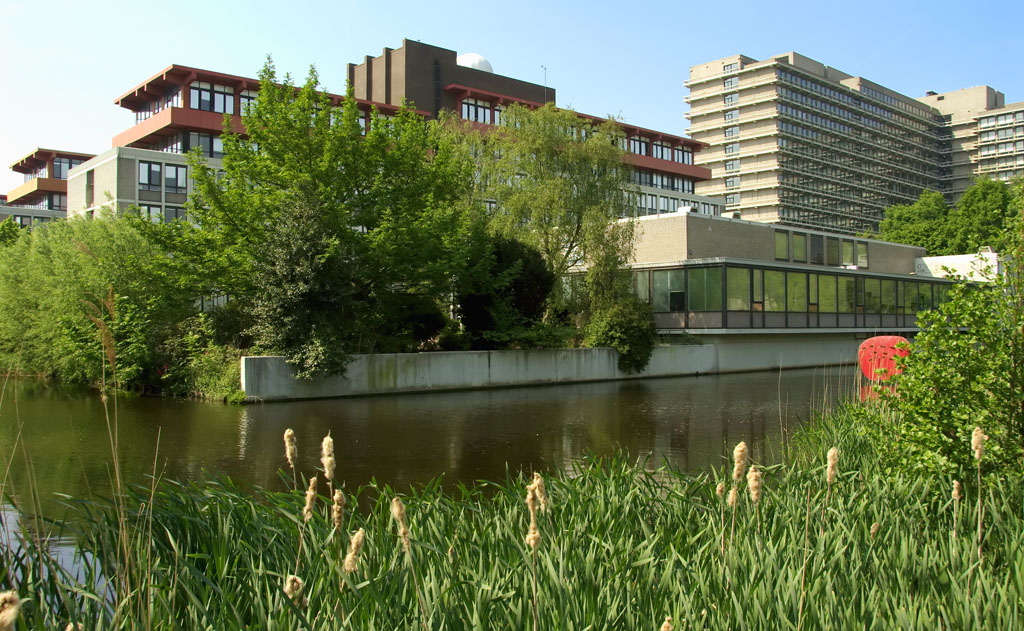
A sinistra: facoltà di scienze esatte; a destra, umanistica e legge

La Vrije Universiteit (VU; lett. "Libera Università") è un'università con sede ad Amsterdam. È la seconda grande università della capitale dei Paesi Bassi, dopo all'Università di Amsterdam. Fu fondata nel 1880 da Abraham Kuyper. L'aggettivo olandese Vrij ("libero") si riferisce all'indipendenza dell'università da parte sia dello Stato che della Chiesa cristiana. 
Sebbene sia stata fondata come istituzione privata, la VU ha ricevuto finanziamenti governativi su base paritaria con università pubbliche dal 1970. Nel corso den ventesimo secolo, la VU si è trasformata da piccola istituzione in un'ampia università ad alta intensità di ricerca frequentata da un'ampia varietà di studenti di diverse provenienze.
L'università si trova in un campus urbano nel quartiere meridionale Buitenveldert di Amsterdam e adiacente al moderno quartiere degli affari Zuidas. 
Nel 2022 la VU contava 31.761 studenti iscritti, la maggior parte dei quali erano studenti a tempo pieno. Nel 2014, l'università aveva 2.263 membri di facoltà e ricercatori, e 1.410 impiegati amministrativi, impiegati e tecnici, basati su unità FTE. La dotazione annuale dell'università per il 2023 è stata di circa € 750 milioni. Circa i tre quarti di questa dotazione sono finanziamenti pubblici; il resto è costituito da tasse universitarie, assegni di ricerca e finanziamenti privati.
Il sigillo universitario ufficiale è intitolato De maagd in de tuin (la vergine nel giardino). Scelto personalmente da Abraham Kuyper, leader riformato-protestante e fondatore dell'università, raffigura una vergine che vive in libertà in un giardino (noto come de tuin van Nederland, 'il giardino dei Paesi Bassi') mentre indica Dio, riferendosi alla Riforma protestante nei Paesi Bassi nel XVI e XVII secolo. Nel 1990, l'università adottò il mitologico grifone come emblema comune. La posizione delle sue ali simboleggia la libertà nel nome dell'università sia dallo Stato che dalla Chiesa.